# جورج سنو هيل
جورج سنو هيل (بالإنجليزية: George Snow Hill)‏ هو رسام أمريكي، ولد في 1898، وتوفي في 1969.

## وصلات خارجية
- جورج سنو هيل على موقع أوليمبيديا (الإنجليزية)